# 湯澤幸一郎
湯澤 幸一郎（ゆざわ こういちろう、1971年3月7日 - ）は、日本の男性俳優、カウンターテナー歌手、劇作家、演出家、作詞家、作曲家、声優、カメラマン。
耽美音楽ユニット・Caccinica（カチニカ）のヴォーカル、音楽ユニット・青山辺境伯のヴォーカル。劇団「天然ロボット」主宰。岩手県出身。東京外国語大学中退。身長175cm。株式会社天然ロボット所属。

## 概要・来歴
岩手大学教育学部附属中学校卒業後、1年間の浪人を経て、岩手県立盛岡第一高等学校入学。高校時代より劇作・演出を始め、東京外国語大学外国語学部アラビア語学科在学中の1991年に劇団「天然ロボット」を旗揚げ。同劇団で主宰として、脚本演出を手がけていた。
また丹羽勝海に師事。日本では珍しいカウンターテナー歌手として「Caccinica」（カチニカ）を結成。Vocal：湯澤幸一郎、ヴァイオリン：Sachi（黒色すみれ）、ピアノ：Aya、チェロ：青月泰山の4人による耽美クラシックユニットとして活動中。
2010年3月よりニコニコミュージカルのためのワークショップの講師を務める。
2013年、自身が講師を務めるワークショップに参加していた少女に対する猥褻行為を行い、児童福祉法違反で逮捕された。翌2014年9月に懲役2年の実刑判決を受けた。
2016年、活動を再開。
2017年、音楽ユニット「青山辺境伯」を結成。Vocal：湯澤幸一郎、Piano/Acordion：えびさわなおき、Cello：青月泰山の3人によるユニットとして活動開始。
その他、趣味の写真を活かしてカメラマン・写真家としても活動している。

## 人物・エピソード
- 好きな女優・歌手は栗山千明、戸川純、安田美沙子、新谷真弓。(安田美沙子と新谷真弓は仕方なく)
- 耽美的・退廃的・背徳的なものを好んでいる。
- しゃべり口調は穏やかだが、ときどき辛辣なことを言う。
- 自他共に認める美少女賛美者であり、美少女について語らせると長い。特に前髪パッツンの美少女にこだわりがある。
- 歌声の声域は、ピアノのA（ラの音）を中心にして3オクターヴ（地声で2オクターヴ、ファルセットで2オクターヴ）と答えている[3][出典無効]。
- 映画監督のティム・バートンと交友関係がある。
- 2008年に作・演出したオリジナル舞台「マグダラなマリア」の評判が口コミで広まり、第2弾にして動員1万人[4]を超える人気のシリーズとなった。
- 2016年からは別名義（非公表）でも執筆活動をしている。

## 児童福祉法違反とその後
2014年、自身が講師を務める演劇のワークショップの受講者である少女に対するわいせつ行為により児童福祉法違反で逮捕され、2年の実刑判決を受け服役。1年半で仮釈放され2016年8月より活動再開。
2018年、翌年上演予定の舞台作品の原作・脚本・演出・主演などに起用されることに対し「演劇・映画・芸能界のセクハラ・パワハラをなくす会」が上演の中止、再検討を求めて抗議活動を展開し、上演中止の署名運動を行った。
2021年、上記抗議活動で「なくす会」代表らがインターネット上に掲載した文章が、事実誤認で虚偽の記載があり、名誉棄損に当たるとして損害賠償550万円を求める訴訟を起こした。
2023年3月、上記名誉棄損に関する裁判において勝訴し、「なくす会」に対し賠償金11万円の支払いと該当箇所の削除が命じられた。

## 舞台

### 劇団「天然ロボット」の作品
- 鱗人館ノ記（2001年）
- 翡翠の背骨、馨しき芥となりて（2002年）
- ホルマリンの少女（2003年）
- 12のカプリース（2004年）
- 翅蠱綺譚（はむしきたん）（2004年）

※「天然ロボット」の公演は、すべて劇作・演出・脚本・出演している。

### 演出作品
- マリア・マグダレーナ来日公演『マグダラなマリア』シリーズ：原作脚本演出音楽/マリア・マグダレーナ（プロデュース）
  - 来日公演「マグダラなマリア」〜マリアさんのMad (Apple) Tea Party〜（2008年）
  - 再来日公演「マグダラなマリア」〜マリアさんは二度くらい死ぬ！オリエンタルサンシャイン急行殺人事件〜（2009年）
  - 来日公演「マグダラなマリア」〜マリアさんの夢は夜とかに開く！魔愚堕裸屋、ついに開店〜（2010年）
  - 来日公演「マグダラなマリア」〜マリアさんのMad (Apple) Tea Party (Reprise!)〜（2011年）
  - 来日公演「マグダラなマリア」〜魔愚堕裸屋・恋のカラ騒ぎ〜（2011年）
  - マリア・マグダレーナ来日特別公演「マグダライブ！！」（2012年）：構成・演出・美術
  - 来日公演「マグダラなマリア」〜ワインとタンゴと男と女とワイン〜（2012年）
  - マリア・マグダレーナ来日特別公演「マグダライブ！！」2013（2013年）：構成・演出・美術[7]
- ニコニコミュージカル
  - クリスマス・キャロル（2010年）：演出脚色音楽／大天使ミカエル役
  - ニコニコニーコ（2011年）：演出脚本音楽
  - 源氏物語（2011年）：演出／紫式部役
  - 5王子とさすらいの花嫁〜ニコニコニーコ・due〜（2012年）：演出・脚本・美術・音楽
- 大西洋レストラン（2013年）：構成・演出・出演[8]
- ミュージカル「クリスマスキャロル」 - 脚本演出音楽出演／大天使ミカエル ※2010年版を主宰・キャストを変更して再演
  - ミュージカル「クリスマスキャロル」（2018年12月12日 - 16日、東京キネマ倶楽部）[9]
  - ミュージカル「クリスマスキャロル2019」（2019年12月11日 - 15日、東京キネマ倶楽部、12月24日 - 25日、味園ユニバース）
  - ミュージカル「クリスマスキャロル2020」（2020年12月9日 - 15日、東京キネマ倶楽部[注 1]）
  - ミュージカル「クリスマスキャロル2022」（2022年12月7日 - 13日、東京キネマ倶楽部）
  - ミュージカル「クリスマスキャロル2023」（2023年12月7日 - 13日、東京キネマ倶楽部）

### 出演作品
- パンドラの鐘（野田秀樹作・蜷川幸雄演出、1999年）
- KERA・MAP#001 暗い冒険 南プロ（2001年） - タトゥーロ（ベルボーイ）、男子生徒、校長役
- エレファント・マン （宮田慶子演出/藤原竜也主演版、2002年） - とんがり頭役
- KERA・MAP #002 青十字（2003年） - コガ・リュウノスケ役
- イット・ランズ・イン・ザ・ファミリー〜パパと呼ばないで〜（山田和也演出、2004年） - 同僚医師役
- あんずとすしお（新谷真弓との二人組ユニット「Impasse（アンパース）」のオムニバス、2005年）
- ハゲレット（鈴木聡作・山田和也演出、2006年）
- *pnish* vol.8 ワンダーボックス（2006年） - スペンサー役
- *pnish* vol.9 シークレットボックス（2007年） - 百瀬役
- ミュージカルエア・ギア vs.バッカス Super Range Remix（2007年） - 鰐島海人役
- ミュージカルDEAR BOYS（2007年） - 下條薫役
- ミュージカルDEAR BOYS vs. EAST HONMOKU（2008年） - 飯嶋優作役
- オアシスと砂漠 〜Love on the planet〜（2009年）：全曲作詞／松木警部補役
- ミュージカルエア・ギア vs. BACCHUS Top Gear Remix（2010年） - 鰐島海人役
- ニコニコミュージカル第5弾 DEAR BOYS（2011年） - 下條薫・飯嶋優作役
- 僕の時間の深呼吸－21世紀の彼方の時間にいる君へ（2011年） - 女医・待たせている男・ブラディ・マリー・コック 他
- スーパーミュージカル「聖闘士星矢」（2011年7月28日-31日、全労済ホールスペース・ゼロ） - 邪神エリス 役
  - スーパーミュージカル『聖闘士星矢』再公演（2011年12月22日-25日 天王洲銀河劇場） - 邪神エリス 役
- パルコプロデュース「TEXAS（テキサス）」（2012年） - 比呂島役
- トライフルエンターテインメントプロデュース 舞台「Panelist Drive」（2012年） - 高城雄吾役
- 高木珠里の演劇100人組手（2012年）
- ロックオペラ モーツァルト（2013年） - ローゼンベルク伯爵
- D-room 5 〜みんなでいっぱいいっぱい〜（2013年） - ゲスト出演
- ニコニコミュージカル第10弾『千本桜』（2013年） - ドクター役
- ミュージカル「信長の野望～炎舞～」（2017年12月20日-24日、シアター1010） - 足利義昭 役
- 山内雅子プロデュース公演「灼熱の巴里」（2018年6月15日-17日、MANDA-LA2） - ユザワール 役
  - 山内雅子プロデュース公演「灼熱の巴里」再演（2019年10月11日-13日、MANDA-LA2） - ユザワール 役
- 「おん・すてーじ『真夜中の弥次さん喜多さん』三重」（2018年6月21日-24日、東京ドーム シアターGロッソ） - 熊 役

## 出演作品

### ドラマ
- 白い巨塔（2003年10月 - 2004年3月、フジテレビ系）
- RUN AWAY GIRL 流れる女　第5・6話（2005年、BSフジ） - 脚本
- 百鬼夜行抄（2007年2月3日 - 3月31日、日本テレビ系） - 尾黒 役

### テレビアニメ
- おじゃる丸（チェロ、チェロの持ち主）
- 家庭教師ヒットマンREBORN!（ルッスーリア）
- 遊☆戯☆王5D's（阿久津）
- DD北斗の拳（黒王号）

### テレビその他
- 未来のクリエイターを探せ！フジテレビ短編アニメ大賞（2010年4月7日、フジテレビ） - CGキャラクター・審査員エイトの声
- 日本怪談百物語 その弐（2010年8月16日、NHK） - 語り手

### 映画
- 腑抜けども、悲しみの愛を見せろ（吉田大八監督、2007年公開） - 審査員（男性） 役

### CM
- エステー化学「マイナスイオンプラグ」
- NTTドコモ「家族内メール無料篇」「ニュータウン篇」「プレミアクラブ篇」（プロデューサー 役）、「プッシュトークプラス　サッカー」篇
- マクドナルド「祝福される男編」
- 日清食品「麺の達人 麺達夫人編」

### ネット配信
- ネットシネマ「世界でいちばん身体にいいこと」（2006年3月：短篇.jp[注 2]）
- 深津絵里のblack comedy ブラコメ 第19話「透明だもの」（2007年6月、GyaO） - 博士の声
- ニコニコ生放送「美沙子の月1 南青山 in 湯澤さん家」（2011年4月 - 2012年3月、ニコニコ動画） - 月一レギュラー
- ニコニコ生放送「マグダラジオ」マリア・マグダレーナ（2011年9月 - 2012年7月、ニコニコ動画） - 月一レギュラー

## CD

### Caccinica名義
- 赤いカバン - 2003年4月16日
- 七面鳥 - 2004年12月8日

### 青山辺境伯名義
- 青山辺境伯の殖産興業 - 2018年

### キャラクターソング
- 家庭教師ヒットマンREBORN!
  - キャラクターソングアルバム THE VARIA SONGS／「IL SOLE（私は太陽）」（ルッスーリア）
  - キャラクターアルバム SONG "BLUE" 〜rivale〜／「bloody prince」（ベルフェゴール、ルッスーリア(コーラス)）
  - 公式キャラソン大全集・究極CD匣／「Funny Sunny Day/SxOxU」（S・スクアーロ＆ベルフェゴール＆ルッスーリアver.）

## DVD
- 「キラキラACTORS TV」 Vol.3 湯澤幸一郎・上山竜司
- 家庭教師ヒットマンREBORN!コンサート
  - ボンゴレ最強のカルネヴァーレ2009
  - ボンゴレ最強のカルネヴァーレ3 コンプリートDVD
  - ボンゴレ最強のカルネヴァーレ4 RED
  - ボンゴレ最強のカルネヴァーレ4 BLUE
  - ボンゴレ究極のカルネヴァーレ!!!!!

## 書籍
- 電子書籍　戯曲「マリア・マグダレーナ来日公演『マグダラなマリア』 〜マリアさんのMad (Apple) Tea Party〜」（2016年、電子出版社ハッカドロップス）
- 電子書籍　戯曲「マリア・マグダレーナ再来日公演 『マグダラなマリア』 ～マリアさんは二度くらい死ぬ!オリエンタルサンシャイン急行殺人事件～」（2017年、電子出版社ハッカドロップス）
- 電子書籍　戯曲「『マグダラなマリア』〜マリアさんの夢は夜とかに開く！ 魔愚堕裸屋、ついに開店〜」（2017年、電子出版社ハッカドロップス）
- 電子書籍　戯曲「マリア・マグダレーナ来日公演 『マグダラなマリア』 ～魔愚堕裸屋・恋のカラ騒ぎ～」（2017年、電子出版社ハッカドロップス）
- 電子書籍　戯曲「マリア・マグダレーナ来日公演 『マグダラなマリア』 ～ワインとタンゴと男と女とワイン～」（2017年、電子出版社ハッカドロップス）
- 電子書籍　戯曲「クリスマスキャロル」（2017年）

## 写真作品
- 服飾ブランド「Fairy wish」 モデル撮影
- 青月泰山 第三小品集「紫詩宮」 装丁撮影
- 「コスプレ★ノート」NO.1 変身メイク&特殊メイク 写真撮影
- 「美少年の描き方2」 写真撮影